# Kirf

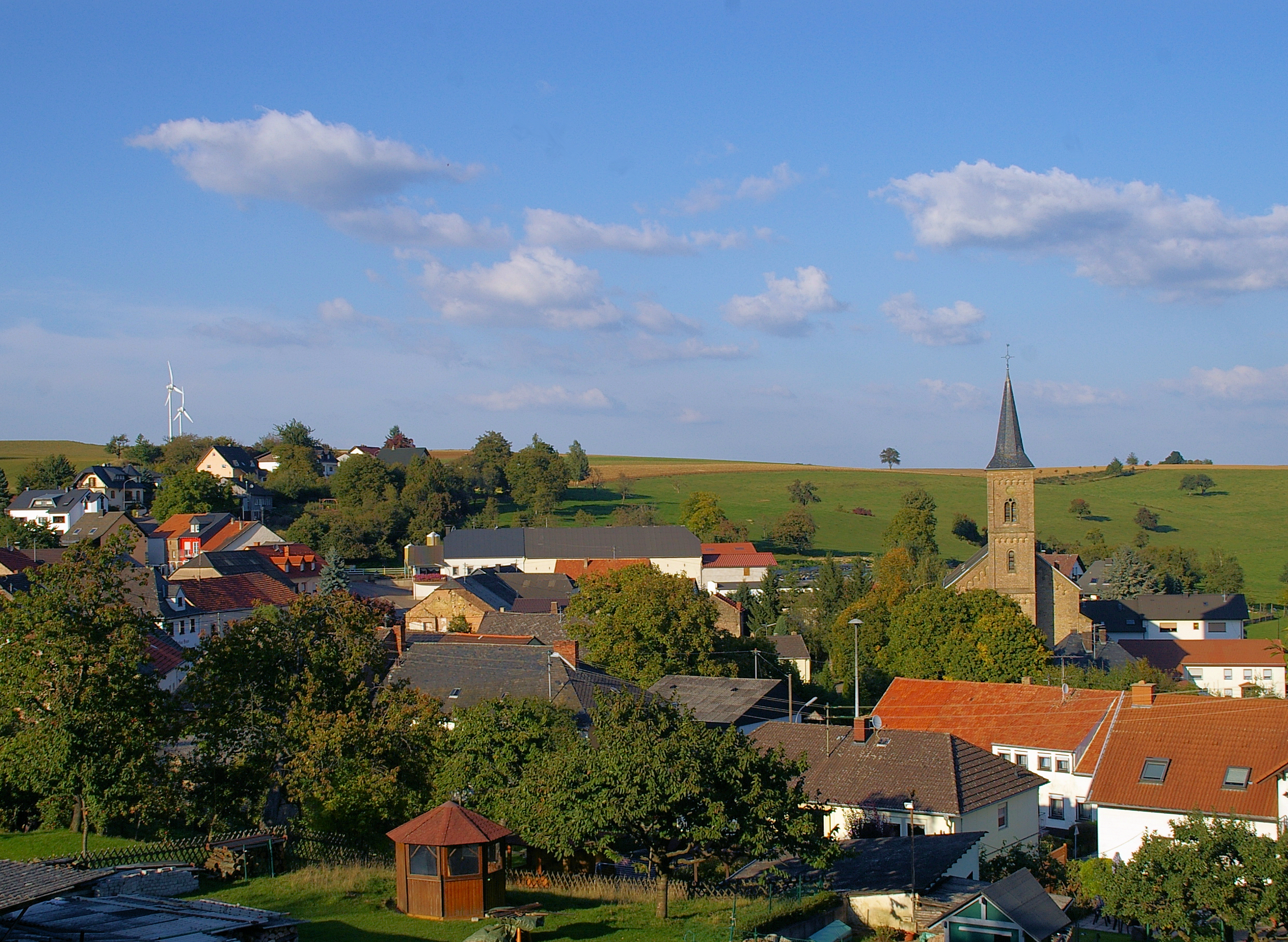
Blick auf die Ortslage Kirf

Kirf ist eine Ortsgemeinde im Landkreis Trier-Saarburg in Rheinland-Pfalz. Sie gehört der Verbandsgemeinde Saarburg-Kell an.

## Gemeindegliederung
Die Ortsgemeinde Kirf besteht aus dem namensgebenden Hauptort und den Ortsteilen Beuren/Saargau und Meurich. Beide Ortsteile sind Ortsbezirke. Zum Ortsteil  Kirf gehören auch die Wohnplätze Hof Breitenacker, Hof Spirkelsbach und Brunnenhof; zu Beuren gehört der Weiler Breinsdorf und die Wohnplätze Kampholzer Hof und Waldhof; zu Meurich gehören die Oberste und die Unterste Neumühle sowie die Wohnplätze Weyerhäuschen und „In den Dreimorgen“.

## Geschichte
Der Ort war früh besiedelt, was steinzeitliche Gerätfunde und römische Baureste in der Gemarkung beweisen. Seit der Mitte des 5. Jahrhunderts wurde ein fränkischer Friedhof im Umfeld der heutigen Kirche belegt. Diese trägt das Remigius-Patrozinium, was eine Kirchengründung im 7. Jahrhundert nahelegt. Der Ort erscheint als Kirchfa im Jahre 1222 in der Liste der im 10. Jahrhundert nach Mettlach wallfahrenden Orte. Der Ortsname wird vom fränkischen Vach, Wehr für Fischfang, abgeleitet.
Die mittelalterliche und neuzeitliche Ortsgeschichte weist kirchlich, landesgeschichtlich und grundherrschaftlich zersplitterte Rechte auf. Kirf war mit Beuren ein kurtrierisch-lothringisches Kondominat, Teile des Ortes gehörten auch zu luxemburgischen Herrschaften. Nach dem Trierer Feuerbuch gab es im Jahr 1563 21 Feuerstellen bzw. Familien in Kirf, im Jahr 1684 wurden nur elf gezählt.
Das Gebiet wurde im Rahmen des Ersten Koalitionskrieges erobert und kam 1798 unter französische Verwaltung. Nach dem Wiener Kongress kam es 1815 zum Königreich Preußen.
Am 18. Juli 1946 wurde Kirf gemeinsam mit weiteren 80 Gemeinden der Landkreise Trier und Saarburg dem im Februar 1946 von der übrigen französischen Besatzungszone abgetrennten Saargebiet angegliedert, das zu der Zeit nicht mehr dem Alliierten Kontrollrat unterstand. Am 6. Juni 1947 wurde diese territoriale Ausgliederung bis auf 21 Gemeinden wieder zurückgenommen, damit kam Kirf an das 1946 neugebildete Land Rheinland-Pfalz.
Am 7. Juni 1969 wurde der Ort Kollesleuken mit seinen damals 101 Einwohnern von Kirf nach Freudenburg umgemeindet. Die beiden zuvor selbständigen Gemeinden Beuren (Saargau) (seinerzeit 205 Einwohner) und Meurich (201 Einwohner) wurden am 17. März 1974 eingemeindet.
Bevölkerungsentwicklung
Die Entwicklung der Einwohnerzahl von Kirf bezogen auf das heutige Gemeindegebiet; die Werte von 1871 bis 1987 beruhen auf Volkszählungen:
| Jahr | Einwohner |
| ---- | --------- |
| 1815 | 775       |
| 1835 | 1.279     |
| 1871 | 1.282     |
| 1905 | 1.268     |
| 1939 | 1.020     |
| 1950 | 954       |

| Jahr | Einwohner |
| ---- | --------- |
| 1961 | 919       |
| 1970 | 869       |
| 1987 | 769       |
| 2005 | 747       |
| 2011 | 850       |
| 2017 | 824       |

## Politik

### Gemeinderat
Der Ortsgemeinderat in Kirf besteht aus zwölf Ratsmitgliedern, die bei der Kommunalwahl am 9. Juni 2024 in einer personalisierten Verhältniswahl gewählt wurden, und dem ehrenamtlichen Ortsbürgermeister als Vorsitzendem.
Die Sitzverteilung im Ortsgemeinderat:
| Wahl | CDU | WG 1 1 | WG 2 2 | WG 3 3 | FWG F | Gesamt     |
| ---- | --- | ------ | ------ | ------ | ----- | ---------- |
| 2024 | 3   | 2      | 2      | –      | 5     | 12 Sitze   |
| 2019 | 3   | 2      | 2      | –      | 5     | 12 Sitze   |
| 2014 | 4   | 2      | 2      | –      | 4     | 12 Sitze   |
| 2009 | 5   | 2      | 4      | 1      | –     | 12 Sitze   |
| 2004 | 5   | 2      | 3      | 2      | –     | 12 Sitze00 |

### Bürgermeister
Reinhold Anton (FWG) wurde am 22. Juli 2019 Ortsbürgermeister von Kirf. Bei der Direktwahl am 26. Mai 2019 war er mit einem Stimmenanteil von 61,11 % gewählt worden. Bei der Direktwahl am 9. Juni 2024 wurde er als einziger Bewerber mit 73,7 % für weitere fünf Jahre in seinem Amt bestätigt.
Antons Vorgänger Josef Krug (CDU) hatte das Amt von 2009 bis 2019 ausgeübt.

### Ortsbezirke
Die beiden Ortsbezirke Beuren und Meurich haben direkt gewählte Ortsvorsteher, aber keine Ortsbeiräte.

### Wappen
| Wappen von Kirf | Blasonierung: „In Blau eine silberne eingebogene Spitze, darin ein durchgehendes rotes Balkenkreuz, vorne ein goldenes Doppelkreuz, hinten vier silberne Balken.“ |
| Wappen von Kirf | Wappenbegründung: Kirf gehörte vor 1800 zu drei verschiedenen Grundherrschaften. Der größte Teil der Gemeinde gehörte zu Kurtrier, worauf das kurtrierische Kreuz in der Spitze deutet; ein weiterer Teil war lothringisch, daher das lothringische Doppelkreuz vorne; ein kleiner Teil gehörte zu Luxemburg, wiedergegeben durch die Grundfarben des ehemaligen luxemburgischen Landeswappens, von Silber und Blau geteilt (heute neunfach). |

## Sehenswürdigkeiten

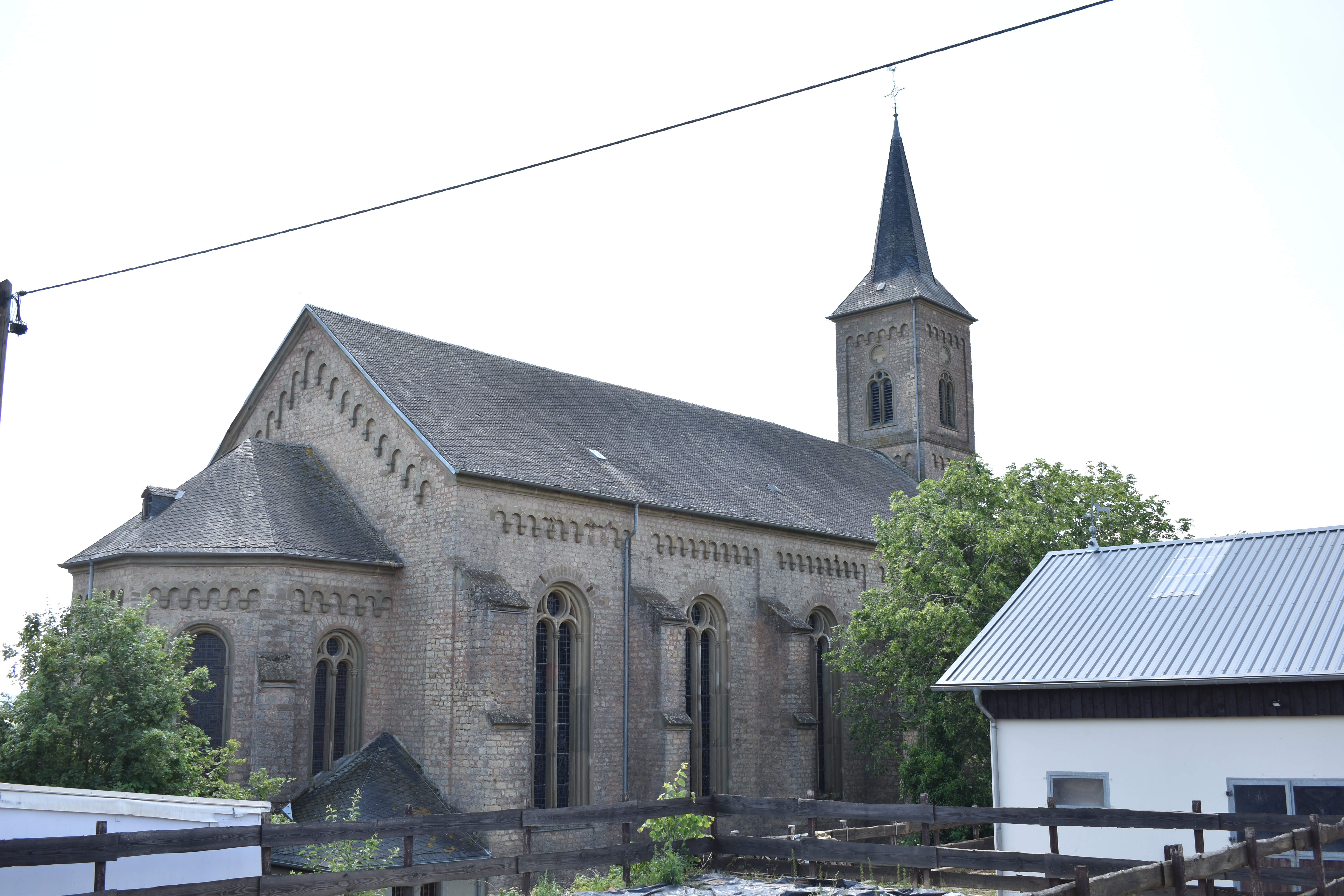
Kirche St. Remigius

Das Ortsbild von Kirf ist gekennzeichnet durch die katholische Pfarrkirche St. Remigius (seit ca. 2020 wegen Baufälligkeit geschlossen) und das gegenüberliegende Kriegerdenkmal für die gefallenen Soldaten des Ersten Weltkrieges.
Siehe auch: Liste der Kulturdenkmäler in Kirf

## Wirtschaft und Infrastruktur

### Unternehmen
Der Windpark Kirf wurde in den letzten drei Jahrzehnten schrittweise ausgebaut.

### Verkehr
In Kirf wird die Bundesstraße 407 von der Landesstraße 133 gekreuzt. Von letzterer zweigt am nordwestlichen Ortsrand die Kreisstraße 118 ab.

## Persönlichkeiten
- Maria Croon (1891–1983), Schriftstellerin
- Hermann Wedekind (1910–1998), Schauspieler, Opernsänger, Regisseur und Theaterintendant, wohnte in Kirf-Beuren
- Otto Theisen (1924–2005), Jurist und Politiker (CDU)
- Dieter Schmitt (* 1944), Politiker (CDU)